# Dojo yaburi
Dojo yaburi (em japonês:  道場 破り, Dōjō yaburi, derrotar/desafiar o dojô) era uma prática que consistia em desafiar uma escola inteira de artes marciais japonesas. Historicamente, desenvolveu-se dentro da cultura dos samurai e poderia se dar mediante um desafio lançado entre escolas rivais, ou não, ou mediante um desafio individual. A prática caiu em desuso no Japão moderno, mas havia relatos ainda em meados do século XX, e ficou infame o mestre de caratê Teruo Hayashi
por seu uso, quando jovem e buscando aperfeiçoar sua arte marcial. A história do Vale-tudo e das artes marciais mistas (MMA) também continha vários casos de Dojoyaburis, mais notoriamente aqueles realizados pela família Gracie como parte de sua história promocional para o Jiu-jitsu brasileiro, que levou à criação do Ultimate Fighting Championship.